# Roger Jönsson
Bengt Roger Christian Jönsson (* 13. Mai 1973 in Karlskrona) ist ein ehemaliger schwedischer Eishockeyspieler und derzeitiger -funktionär.

## Karriere
Roger Jönsson begann seine Karriere als Eishockeyspieler in der Division 1, in der er von 1993 bis 1997 für IK Pantern, Mörrum GoIS IF und IF Troja Ljungby spielte. Vor der Saison 1997/98 erhielt der Angreifer einen Vertrag bei VIK Västerås HK aus der Elitserien, der höchsten schwedischen Eishockeyliga. Nach drei Jahren verließ Jönsson den Erstligisten, um für Rögle BK aus der zweitklassigen HockeyAllsvenskan aufzulaufen. Dort folgten von 2001 bis 2004 je eine Spielzeit bei Mörrum GoIS, IK Nyköpings NH 90 und AIK Solna, ehe der Schwede vor der Saison 2004/05 von den Brûleurs de Loups de Grenoble aus der französischen Ligue Magnus verpflichtet wurde.
Mit Grenoble, für das Jönsson drei Jahre lang spielte, gewann der Center 2007 das Double aus Meisterschaft und Coupe de la Ligue. Für die Saison 2007/08 kehrte Jönsson schließlich in seine schwedische Heimat zurück, wo er einen Vertrag beim Zweitligisten Huddinge IK erhielt. Am 29. Januar 2009 wechselte der Spieler schließlich zum Drittligisten Olofströms IK. Für diesen absolvierte Jönsson bis zum Saisonende 2008/09 jedoch nur ein Spiel, ehe er im Anschluss seine Spielerkarriere beendete. Noch in derselben Spielzeit wurde der Schwede bei Olofströms IK als General Manager installiert. Diese Funktion hatte er bis ins Kalenderjahr 2011 inne, bevor Jönsson von IK Oskarshamn in derselben Position verpflichtet wurde.

## Erfolge und Auszeichnungen
- 2007 Französischer Meister mit den Brûleurs de Loups de Grenoble
- 2007 Coupe de la Ligue mit den Brûleurs de Loups de Grenoble